# Era Mòla dera Vila (Salardú)
Era Mòla dera Vila és un molí fariner de Salardú al municipi de Naut Aran (Vall d'Aran) protegit com a bé cultural d'interès local.

## Descripció

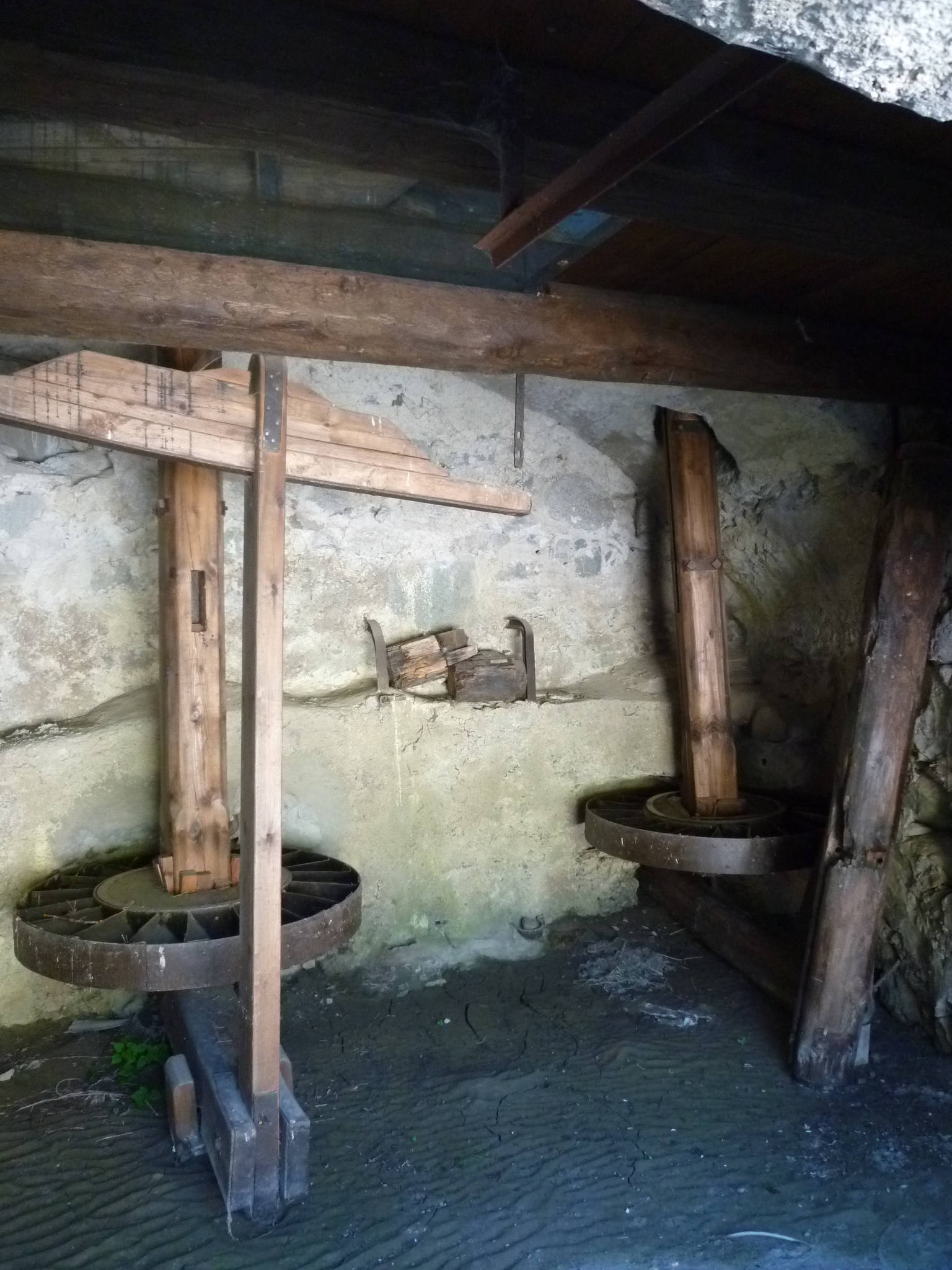
Antiga maquinària

La Mòla de Salardú està situada a la banda esquerra de la Garona, un petit edifici amb les obertures a migdia (porta lateral i finestra en el primer pis i "lucana" en el pis superior) i amb teulada a quatre vessants. Les cantonades foren travades amb blocs de pedra escairats. La peixera nodria un canal força ample, ben definit per grans còdols, la qual és de recorregut curt i travessa el molí en sentit oblic. Aquest molí era de tres moles segons evidencien sengles comportes que conserven els tallants. A l'altra banda l'aigua sortia vers la Garona per un gran arc dovellat. L'interior de la mola conserva la vella maquinària amb els seus estris.

## Història
L'existència de molins és documentada d'antic l'any 1273 la vila de Salardú vengué "carratge per mola e per aigua qui es dita Humola al cap de la façò que's dita Pont Vilader al estrem del varat sortià". Entre els habitants de Salardú hi ha esment de dos cognoms Fabri (1313). Al segle xviii consta que el molí de Salardú era de propietat particular, i que també hi havia serradora. Al segle xix s'hi va incorporar un modern "ressèc" vora del Lauader amb 20 HP de potència, avui pràcticament desapareguts. Pertanyia al comú de Salardú. És tradició que hi acudien els veïns de Tredòs, Gessa, Bagergue i fins i tot Montgarri.